# La Sandía Digital
La Sandía Digital, Laboratorio de Cultura Audiovisual es una productora de audiovisual mexicana feminista fundada en 2011 por Laura Herrero Garvín, Laura Salas, Eloisa Diez, Lorena Salazar Ocampo y Anaïs Vignal especializada en derechos humanos, derechos de las mujeres, defensa del territorio y migraciones  y procesos de creación comunitarios y participativos.
El primer trabajo producido fue Son duros los días sin nada (2012) un documental de 85' codirigido por las propias fundadoras Laura Herrero Garvín y Laura Salas en el que narran la historia de tres mujeres y su lucha por reconstruir sus comunidades en Chiapas y Oaxaca.
La productora ha impulsado trabajos como el documental El cuarto de los huesos (2015) de Marcela Zamora ganador del premio Amnistía en el Festival Docs Barcelona o Ausencias de Tatiana Huezo.
Asimismo, La Sandía Digital realiza talleres de producción audiovisual y comunicación estratégica con el fin de que mujeres y hombres tengan más participación política y pública. También lleva a cabo campañas de incidencia para la defensa de los derechos humanos y los territorios en colaboración con defensores y defensoras, organizaciones de la sociedad civil y movimientos de base. 

## Documentales
- Son duros los días sin nada (2012). Largometraje de 68 minutos. Directoras: Laura Herrero Garvín y Laura Salas.
- El Deber de Proteger (2012). Cortometraje de 10 minutos. Directora: Eloisa Diez.
- El Sentido de la Justicia (2012) Cortometraje de 19 minutos. Directora: Laura Salas.
- ¿Cuántas muertes más? (2013) Cortometraje de 5 minutos. Directora: Laura Herrero Garvín.[13]
- Mujeres Luchando por la Justicia (2013). Cortometraje de 11 minutos. Directora:  Wilma Gómez Luengo.
- Justicia para Gaby (2013) Cortometraje de 10 minutos. Directora: Eloisa Diez.
- Vivir en la Obscuridad (2013) Cortometraje de 14 minutos. Directora: Eloisa Diez.
- Agua sagrada (2014) Cortometraje de 28 minutos. Realización colaborativa: La Sandía Digital, Caravana Climática por América Latina, Subversiones, Hijos de la Tierra, Tequio Audiovisual, Emergencia Mx, Koman Ilel (Mirada Colectiva), Naranjas de Hiroshima.
- Migrantes Desaparecidos: familias unidas exigiendo justicia (2014) Cortometraje de 12 minutos. Directora: Eloisa Diez.
- Incansables: la búsqueda de los desaparecidos en México (2015) Mediometraje de 35 minutos. Directoras: Eloisa Diez y Laura Salas.
- La Batalla de las Cacerolas (2015) Cortometraje de 5 minutos. Directoras: Itandehuy Castañeda y Carolina Corral Paredes.
- El cuarto de los huesos (2015) Mediometraje de 52 minutos. Directora: Marcela Zamora.
- Ausencias (2015) Cortometraje de 20 minutos. Directora: Tatiana Huezo.
- Desde mi pecho (2015) Cortometraje. Dirección: Gabriela Napoles, Daniel Pérez, Olinka Ávila.
- El Remolino (2016) Largometraje de 72 minutos. Directora: Laura Herrero Garvín.
- El (Im)posible Olvido (2016) Largometraje de 81 minutos. Director: Andrés Habegger.
- Somos Valientes (2016) Webserie de 5 episodios. Dirección general: Lydia Cacho.
- Y Nuestra Voz Abrió Brecha (2017) Cortometraje de 13 minutos. Directora: Carolina Corral Paredes.
- Amor, Nuestra Prisión (2017) Cortometraje de 5 minutos. Directora: Carolina Corral Paredes.
- Era Yo, Otra Vez (2017) Cortometraje de 23 minutos. Directora: Laura Herrero Garvín.
- Júba Wajiín (2018) Mediometraje de 42 minutos. Dirección: Laura Salas y Nicolás Tapia.
- Reconstruir la Vida (2019) Cortometraje de 23 minutos. Directora: Eloisa Diez.
- Florecer (2019) Cortometraje de 3 minutos. Directora: Marie-Pia Rieublanc.
- La Energía de los Pueblos (2020) Largometraje de 64 minutos. Directora: Marie Combe.
- Victoria (2020) Cortometraje de 27 minutos. Directora: Eloisa Diez.
- Mañana de Libertad (2021) Serie de 51 minutos. Directora: Marie Combe.
- La Fuga (2021) Cortometraje de 18 minutos. Director: Kani Lapuerta.
- Sano y Justo Sabe Mejor (2022) Mediometraje de 31 minutos. Director: Gustavo Aguiñaga.
- Narrando Nuestras Cuerpas Diversas (2023) Cortometraje de 7 minutos. Directoras: Aída Espíndola y Daniela Moctezuma.
- Niñxs (2024) Largometraje de 75 minutos. Director: Kani Lapuerta.